# إست (ملكة)
إست، هي ملكة مصرية قديمة غير حاكمة أو زوجة ملك عاشت في عهد الأسرة الثامنة عشرة، وهي زوجة ثانوية أو محظية للملك تحتمس الثاني، وأم الملك تحتمس الثالث.

## حياتها
الملكة إست هي أم الابن الوحيد للملك تحتمس الثاني، وتوفي ابنها - الملك تحتمس الثالث - في يوم 11 مارس 1425 ق.م وذكر اسمها على لفائف موميائه وتمثال لها وجد في معبد الكرنك.
و على الرغم من أنه في وقت لاحق لزمنها يشار للملكة إست بكونها الزوجة الملكية العظيمة، إلا أنه خلال عهد تحتمس الثاني كانت زوجة الملكية العظمى هي الملكة حتشبسوت، وقد توفي الملك تحتمس الثاني في عام 1479 ق.م، وبعد وفاته أصبحت حتشبسوت هي الوصية على العرش في أول عهد الملك الصغير تحتمس الثالث، وتحتمس الثالث أصبح قائداً للجيش المصري بينما يشب عن الطوق.
وحكمت الملكة حتشبسوت كعاهلة للبلاد حتى وفاتها في عام 1458 ق.م عندما أصبح الملك المشارك لها في الحكم، تحتمس الثالث، ملكاً منفرداً بالحكم لأول مرة. وفي ذلك الوقت - بعد انفراد تحتمس الثالث - تلقبت الملكة إست بلقب «أم الملك»، وقد تكون قد تقلدت حينها لقب الزوجة الملكية إذا لم يكن ذلك في وقت سابق عندما كان ابنها لا يزال حاكماً مشتركاً في الحكم مع زوجة أبيه الملكة حتشبسوت.
وفي ذلك الوقت الذي أصبح فيه الملك تحتمس الثالث ملكاً أصبحت نفرورع، ابنة الملكة حتشبسوت وثحتمس الثاني، زوجة الإله آمون. وقد ظلت في هذا المنصب طوال عهد والدتها كملكة متوجة، ونفرورع قد تكون تزوجت تحتمس الثالث والدليل الوحيد على هذا الزواج هو لوحة تظهر عليها الملكة سات ياح، التي قد يكون اسمها منقوشاً فوق اسم ملكة أخرى (ربما نفرورع). وأصبحت الزوجة الملكية العظيمة، حتشبسوت مريت رع، أماً لخلفه.
وقد نقش الملك تحتمس الثالث صور أمه الملكة إست عدة مرات في مقبرته في وادي الملوك (مقبرة 34)، فهناك صور للملك مع العديد من أفراد أسرته الإناث على واحدة من الدعائم، وبالطبع والدته الملكة إست ظاهرة بوضوح.
وتم تصوير الملكة إست خلف ابنها على متن القارب الشمسي. ووصفت بأنها الأم الملكية إست، وفي النقش أسفل نقش القارب ذاك، يظهر مقترباً من شجرة مقدسة وهي تمثيل لوالدته إست. ووراء الملك نرى ثلاثة من زوجاته وهن الملكات: مريت رع، سات ياح، نبتو وابنته الأميرة نفرتاري.
وليس من المؤكد ما إذا كانت إست محظية أو زوجة ثانوية للملك تحتمس الثاني. وقد حصلت على لقب «زوجة الإله»، ولكن ربما كان ذلك بعد وفاتها.

## ألقابها
- زوجة الملك العظيمة ومحبوبته.
- سيدة الأرضين.
- أم الملك.
- زوجة الإله.